# Juan Antonio Rodríguez Hernández
Juan Antonio Rodríguez Hernández (Sevilla, 11 de octubre de 1922-ibídem, 9 de enero de 2017) fue un pintor español, hijo del pintor Rafael Blas Rodríguez, quien se convirtió en su principal maestro.

## Biografía
Completó sus conocimientos en la Escuela de Artes Aplicadas y Oficios Artísticos y, a partir de 1940, en la Escuela Superior de Bellas Artes. Desde la finalización de sus estudios en 1946 ha obtenido multitud de distinciones: el premio de la Dirección General de Bellas Artes en la Exposición de Otoño de Sevilla (1982) y el de la Real Maestranza de Caballería de Sevilla en la citada Exposición de Otoño de 1987. Ha ejercido la docencia como profesor de colorido de la Escuela Superior de Bellas Artes de Sevilla. Su primera exposición tuvo lugar en Madrid en 1951; la última, en la Sala San Hermenegildo de Sevilla en la primavera del 2002, donde se ofreció una muestra antológica de su obra, junto a la de su padre Rafael Blas Rodríguez.
En su extensa producción trabajó temas de historia, mitológica y costumbrista, además de paisajes, retratos, bodegones y floreros, deleitándonos siempre con su realismo poético, lleno de sensibilidad y elegancia. De su pintura se ha dicho que es un canto a la vida, por la alegría, optimismo y belleza que sabe transmitir a través de los pinceles. 
El género religioso es lo más representativo del quehacer plástico de Juan Antonio, caracterizándose sus cuadros por una factura muy cuidada, en la que destaca su correcto dibujo, armoniosa composición y colorido luminoso.
Juan Antonio fue el autor de los dibujos de los paños cerámicos que decoran la fachada de la iglesia del Señor San José de Sevilla (1973).
Por lo que respecta a las obras que guardan relación con las cofradías, citar los monumentales lienzos de La Coronación de la Virgen (1965) y Las Animas Benditas del Purgatorio (1964) en la capilla de los Marineros, sede de la Hermandad de la Esperanza de Triana, de la calle Pureza de Sevilla; las pinturas cerámicas de la capilla del Cachorro también en Sevilla. Es autor del Paño de la Verónica para la Hermandad de El Valle (Sevilla), realizado en 1991; o la imagen de la Virgen de la Antigua que figura en el «Gloria» del paso de palio de la Dolorosa del Cerro del Águila.
Falleció por causas naturales y debido a su avanzada edad en Sevilla el 9 de enero de 2017.